# Konstantin Stepanovič Kuzakov
Konstantin Stepanovič Kuzakov, in russo Константин Степанович Кузаков? (Sol'vyčegodsk, 4 settembre 1911 – Mosca, 12 settembre 1996) è stato un politico e giornalista sovietico.
Affermava di essere figlio illegittimo di Iosif Stalin, nato durante la prigionia del padre a Solvychegodsk da una donna di nome Maria Kuzakova.
Konstantin studiò all'università di Leningrado. Nel 1932 l'NKVD lo costrinse a firmare una dichiarazione in cui prometteva di non rivelare la vera identità di suo padre.
Insegnò filosofia all'Istituto meccanico militare di Leningrado e in seguito lavorò nell'Apparat del Comitato centrale di Mosca. Fu colonnello durante la seconda guerra mondiale. Nel 1947, mentre lavorava con Andrej Aleksandrovič Ždanov, uno stretto collaboratore di Stalin, fu accusato insieme al suo vice di essere una spia americana. Secondo Simon Sebag-Montefiore, sebbene Stalin avesse impedito l'arresto di Konstantin, fu comunque allontanato dal Partito Comunista.
Dopo la morte di Stalin e l'arresto di Lavrentij Pavlovič Berija, Konstantin fu reintegrato nel Partito e in apparato sovietico ricoprendo varie cariche legate alla cultura, tra cui quelle di membro del collegio di Gosteleradio e di capo di un dipartimento del Ministero della Cultura. Morì nel 1996.